# Aeschnosoma forcipula
Aeschnosoma forcipula – gatunek ważki z rodziny szklarkowatych (Corduliidae). Występuje na terenie Ameryki Południowej.